# Lepanthes scopula
Lepanthes scopula là một loài lan được tìm thấy ở México (Oaxaca và Chiapas) to Trung Mỹ.